# Atarra
Atarra (o Atarra Buzurg) è una suddivisione dell'India, classificata come municipal board, di 42.434 abitanti, situata nel distretto di Banda, nello stato federato dell'Uttar Pradesh. In base al numero di abitanti la città rientra nella classe III (da 20.000 a 49.999 persone).

## Geografia fisica
La città è situata a 25° 16' 60 N e 80° 34' 0 E e ha un'altitudine di 123 m s.l.m..

## Società

### Evoluzione demografica
Al censimento del 2001 la popolazione di Atarra assommava a 42.434 persone, delle quali 22.910 maschi e 19.524 femmine. I bambini di età inferiore o uguale ai sei anni assommavano a 6.778, dei quali 3.558 maschi e 3.220 femmine. Infine, coloro che erano in grado di saper almeno leggere e scrivere erano 25.991, dei quali 16.160 maschi e 9.831 femmine.